# Le Petit Marcel
Pour plus de détails, voir Fiche technique et Distribution.
Le Petit Marcel est un film français réalisé par Jacques Fansten en 1975 et sorti en 1976.

## Synopsis
Marcel, jeune provincial, hérite du camion de son père décédé. Il se rend en banlieue parisienne où il pense trouver du travail comme transporteur indépendant. Il y fait la connaissance d'une bande de jeunes inactifs que la police surveille. Dans cette petite ville, un groupe politique populiste, mené par le directeur du supermarché, entretient un climat malsain très réactionnaire à la limite de la légalité. Marcel, naïf, se laisse entraîner dans certaines de ses actions mais se rend compte qu'il pactise ainsi contre ses amis, puis, manipulé par le commissaire de police, il accepte de devenir un indic fournissant des renseignements sur les jeunes devenus revendicatifs.

## Fiche technique
- Titre : Le Petit Marcel
- Réalisation : Jacques Fansten
- Scénario : Jacques Fansten et Jean-Claude Grumberg
- Photographie : Jean Gonnet
- Musique : Graeme Allwright
- Montage : Jean-Baptiste de Battista
- Son : Michel Lemoine
- Cadreur : René Versini
- Direction de production : Raymond Leplont
- Chef de production : Roland Sabary
- Producteur délégué : Yves Robert
- Pays d'origine :  France
- Format : couleur (Eastmancolor) - Son mono
- Genre : drame
- Durée : 105 minutes
- Date de sortie : 7 avril 1976 en France

## Distribution
- Jacques Spiesser : Marcel
- Isabelle Huppert : Yvette
- Yves Robert : le commissaire Mancini
- Michel Aumont : Taron
- Anouk Ferjac : Marie-Paule Mancini
- Jean Dasté : Berger
- Maurice Bénichou : Garcia
- Hubert Gignoux : le maire
- Jean Lescot : Le Dantec
- Jean-François Balmer : Pottier
- Roland Bertin : Toutain
- Jean-Michel Dupuis : Denis
- Patrick Fierry : Pierrot
- Pierre-Olivier Scotto : Bernard
- Michel Baumann : ?
- Gérard Croce : le moustachu devant la salle des fêtes
- Guilhaine Dubos : ?
- Gérard Guingne : ?
- William Morel : ?
- Patrick Norbert : ?
- Jean-Luc Norbert : ?
- Jean Benguigui : le loueur d'appartement
- René Bouloc : ?
- Victor Garrivier : l'homme qui s'adresse au maire au cimetière
- Louis Lyonnet : ?
- Valérie Quennessen : une réceptionniste
- Georges Caudron : ?
- Bernard Laik : ?
- Jean Mauvais : ?
- Henri Delmas : ?
- Jacques Lalande
- Jean Cherlian : ?